# Aluche
Aluche est un quartier administratif de la ville de Madrid qui appartient au district de Latina. Il tient son nom du ruisseau Luche, dont le cours passait sur son territoire actuel.

## Géographie
Situé à proximité de la Casa de Campo et de l'autoroute A-5, il est limitrophe des quartiers de Campamento, Las Águilas, Lucero, Los Cármenes et avec le district de Carabanchel. Le quartier de Campamento est parfois inclut dans les limites d'Aluche.

## Démographie
Selon les données de la Mairie de Madrid, le quartier comptait 68 930 habitants au 1er avril 2013. Parmi eux, 11 372 étaient étrangers, soit 16,5 % quand la moyenne est de 11,4 % sur l'ensemble de la ville.

## Histoire

### Jusqu'aux années 1950
Son nom est dérivé du ruisseau Luche, un affluent de la rivière Manzanares, qui irriguait de nombreux vergers.
Une partie du quartier était déjà habitée au temps de Philippe II, comme l'atteste une Real Cédula du 26 mars 1580 sur la délimitation de terrains de chasse : "[...] passer par le Puente de Toledo en laissant la rivière à main droite et en prenant en haut des ravins, jusqu'à arriver à l'Ermitage de San Isidro et au ruisseau Luche et, en allant par le-dit ruisseau, jusqu'à arriver au lieu que l'on nomme Aluche [...]".
Une de ses rues les plus importantes est la calle de Illescas qui débute à la carretera de Extremadura et s'achève à l'Hôpital militaire Gómez Ulla. On trouvait auparavant, avec un parcours similaire, le camino de la Huerta del General et, quelque temps après, la vereda del Soldado qui reliait l'établissement de santé aux fortifications militaires de Campamento.
À l'endroit où cette rue croise aujourd'hui le parc d'Aluche eut lieu le célèbre crimen de la encajera ("crime de la dentellière"), en réalité d'une dénommée Luciana Rodríguez dont le cadavre fut découvert par des bergers au matin du 13 mars 1932.
C'est également à proximité que passait la ligne de chemin de fer qui reliait jusqu'en 1965 la gare de Goya, située non loin de là, et la ville d'Almorox.

### Années 1960 et 1970
Une partie du quartier actuel résulte de la Ciudad Parque Aluche, dont le plan partiel d'aménagement s'acheva en 1960. Il s'est appuyé sur la volonté de faire en sorte qu'il ne s'agisse pas seulement d'un îlot de logements, mais aussi d'équipements et de services pour répondre aux besoins des habitants.

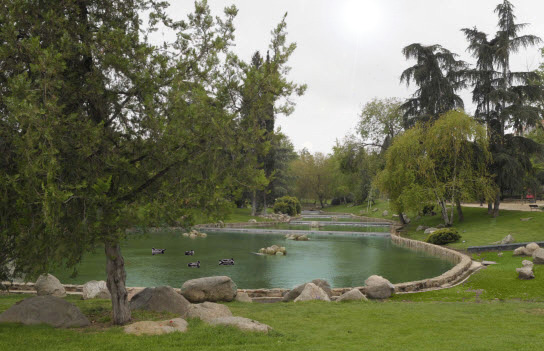
Parc Arias Navarro

Après la construction des premiers groupes de logements par initiative sociale ou de coopératives, et une fois la zone dotée des infrastructures suffisantes, elle s'est revalorisée. Au cours des années suivantes ont été édifiés de nombreux logements par initiative privée avec des niveaux de prix et de qualité toujours plus hauts. Cela a engendré une forte densification, avec quelques constructions particulièrement élevées puisque certaines tours atteignent dix-sept étages.
Le démarrage de cette phase de développement fut la conséquence de l'inauguration du métro le 6 janvier 1961 qui fut relié cinq ans plus tard à la ligne 5. Elle eut lieu également grâce à l'augmentation continue, tant en qualité qu'en quantité, du tissu commercial et de services.

### Années 1980 et 1990
Après une phase durant les années 1980 au cours de laquelle le quartier, comme beaucoup dans la capitale espagnole, fut frappé par le trafic, la consommation de drogue et la petite délinquance qui y est associée, la zone s'est revalorisée et les dotations publiques et services commerciaux augmentèrent. À cette époque, le quartier surgit à la une des journaux nationaux lorsque, le 2 mars 1989, un hélicoptère s'écrasa tragiquement dans la cour de l'Institut d'éducation secondaire Blas de Otero et du collège La Latina, provoquant trois victimes mortelles. Aluche fut de nouveau le théâtre d'un événement dramatique le 17 octobre 1991 lorsque l'ETA organisa un attentat à la voiture piégée devant un commissariat de police. Il provoqua de graves blessures à la fonctionnaire María Jesús González et à sa fille, Irene Villa, devenue depuis journaliste et écrivain.
Depuis les années 2000 le quartier a connu de nouvelles phases d'immigration, en particulier en provenance de Pologne, de Roumanie, d'Ukraine et d'Amérique latine.

### Actualité
Au cours des dernières années, l'un des sujets récurrents dans la vie du quartier a été le devenir des terrains de l'ancienne prison de Carabanchel, qui jouxtent ses frontières. En opposition aux habitants, une partie a été utilisée pour installer en 2005 l'un des neuf Centres d'internement d'étrangers existant en Espagne, ainsi que le commissariat du district de Latina.

## Transports

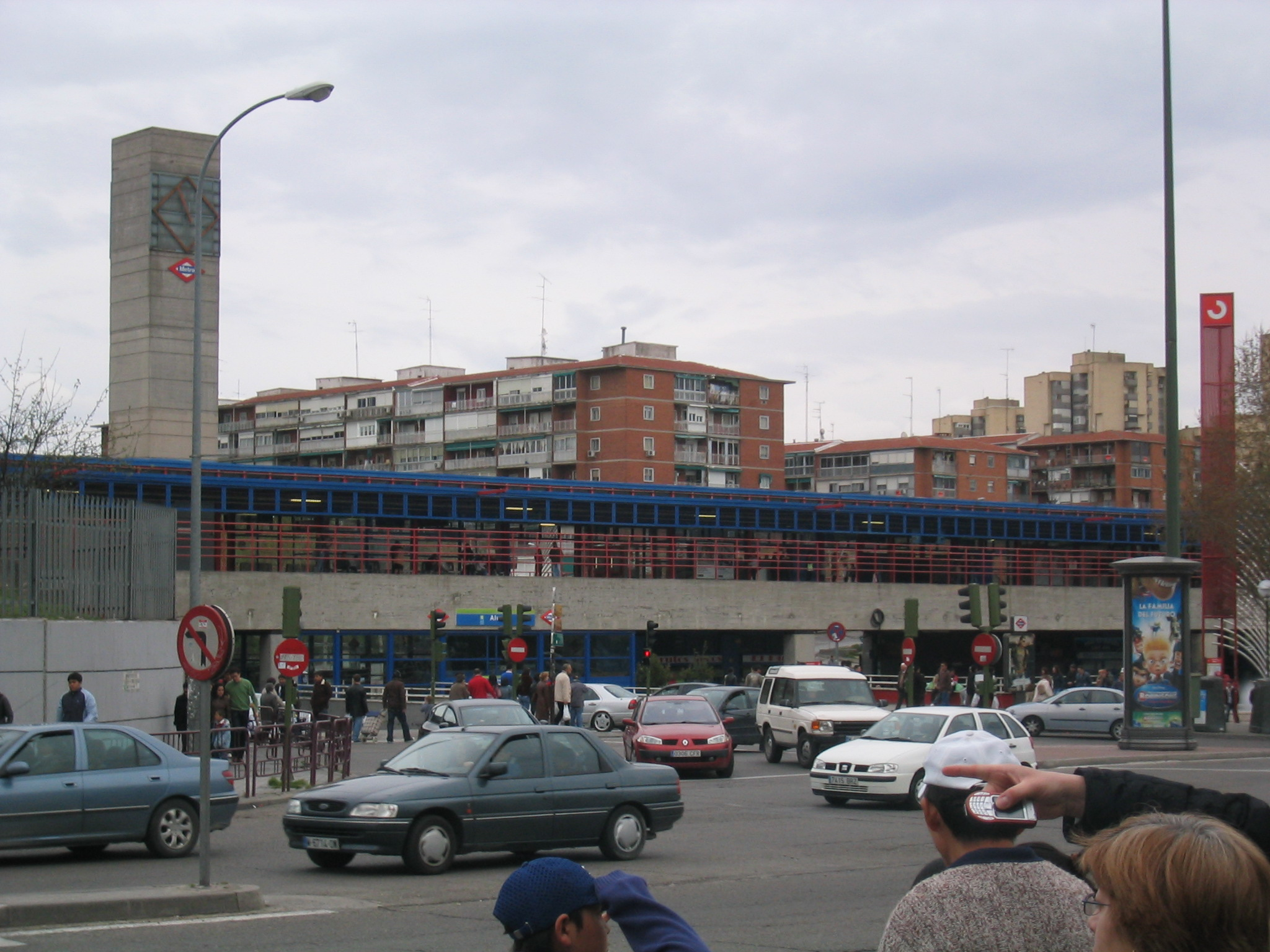
L'échangeur d'Aluche

### Cercanías
La gare d'Aluche, appartenant à la ligne C-5, permet la desserte du quartier. par le Cercanías.

### Métro
- Le quartier est desservi par la ligne 5 par les stations d'Eugenia de Montijo, Aluche, Empalme et Campamento.
- Le quartier est desservi par la ligne 6 par la station de Carpetana.

### Bus
De nombreuses lignes urbaines et interurbaines parcourent le quartier.

#### Lignes urbaines
Le service est assuré par l'Entreprise municipale des transports de Madrid à travers les lignes suivantes :
| Ligne | Terminus                                      |
| ----- | --------------------------------------------- |
| 17    | Plaza Mayor – Colonia Parque Europa           |
| 25    | Ópera – Casa de Campo                         |
| 31    | Plaza Mayor – Aluche                          |
| 36    | Atocha – Campamento                           |
| 39    | Ópera – Colonia San Ignacio de Loyola         |
| 55    | Atocha – Batán                                |
| 117   | Aluche – Colonia San Ignacio de Loyola        |
| 121   | Campamento – Hospital 12 de Octubre           |
| 131   | Campamento – Villaverde Alto                  |
| 138   | Plaza de España – Aluche                      |
| 155   | Plaza Elíptica – Aluche                       |
| H     | Aluche – Campus de Somosaguas                 |
| N17   | Plaza Cibeles – Carabanchel Alto              |
| N18   | Plaza Cibeles – Aluche                        |
| N19   | Plaza Cibeles – Colonia San Ignacio de Loyola |
| N26   | Plaza Alonso Martínez – Aluche                |

## Ensembles immobiliers

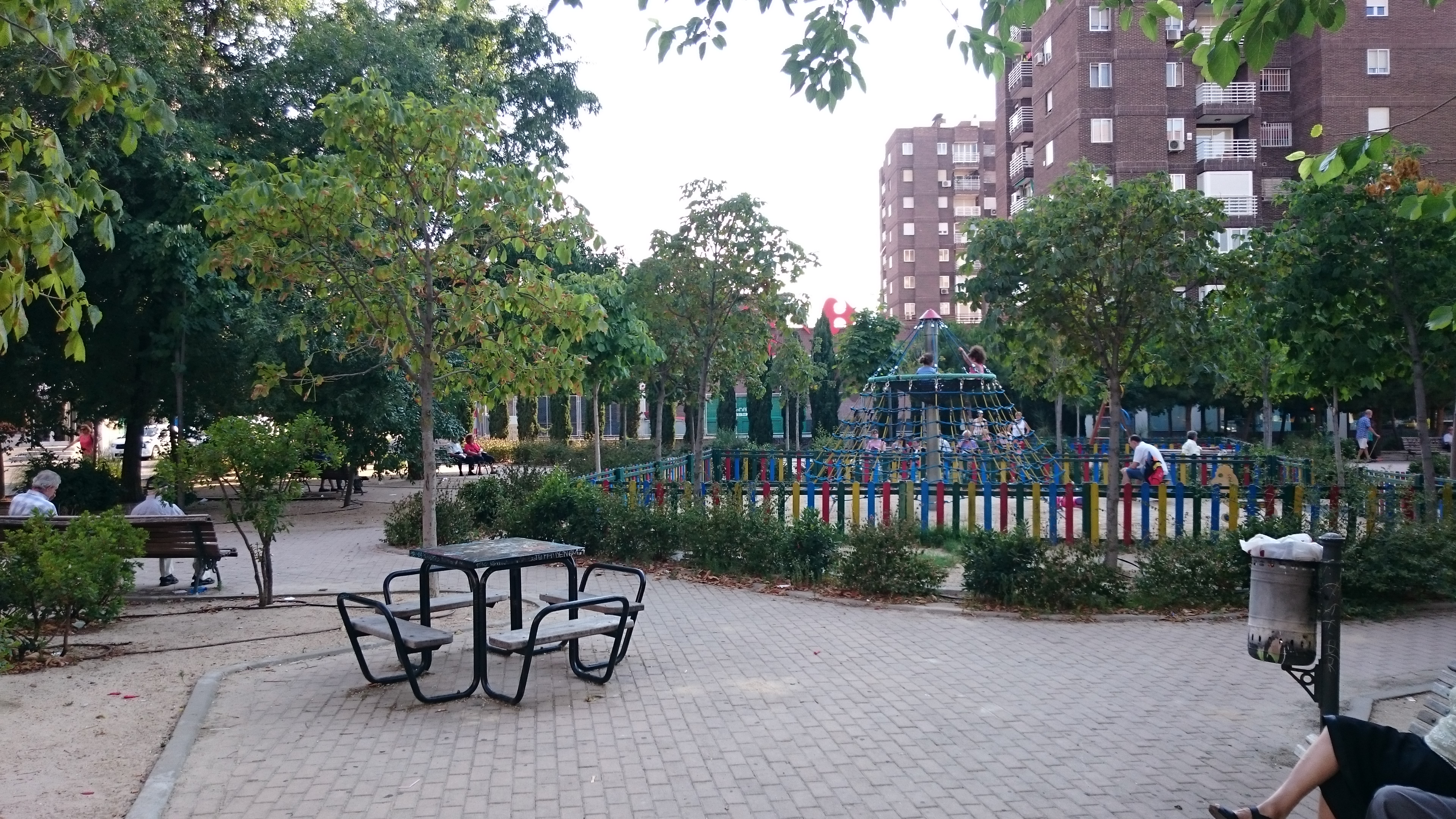
Jardins de Yolanda González Martín, à Aluche

Dans la partie orientale du quartier se trouvent les ensembles de constructions de Puerto Chico et d'Almodóvar, qui comprennent les bâtiments les plus anciens de la zone. Plus à l'ouest, en face du parc d'Aluche, se dresse l'ensemble de San Bruno. Parmi les autres lieux notables on peut mentionner Copasa, la Sagrada Familia, Covijo, Diamante et le groupe Indocasa.

## Centres Éducatifs
- Centro Autorizado Elemental de Música Serra.
- Centro Concertado de Educación Infantil Primaria Secundaria y bachillerato SSCC Enriqueta Aymer.
- Centro Concertado de Educación Infantil Primaria Secundaria y bachillerato Institución La Salle.
- Centro Concertado de Educación Infantil Primaria y Secundaria Beata Filipina.
- Centro Concertado de Educación Infantil La Anunciata.
- Centro Concertado de Educación Infantil Primaria y Secundaria Gamo Diana.
- Centro Concertado de Educación Infantil Primaria y Secundaria Ntra. Sra. de Las Escuelas Pías.
- Centro Concertado de Educación Infantil y Primaria Luis Feito.
- Centro Concertado de Educación Infantil y Primaria Nebrija-Rosales.
- Centro Concertado de Educación Primaria y Secundaria San Juan García.
- Centro Concertado de Formación Profesional Especifica Escuela Politécnica Giner.
- Centro Privado de Educación Infantil AEIOU.
- Centro Privado de Educación Infantil Albéniz 2.
- Centro Privado de Educación Infantil Arlequín.
- Centro Privado de Educación Infantil El Rey de la Casa.
- Centro Privado de Educación Infantil Mínimos y Diminutos.
- Centro Privado de Educación Infantil Pequeños Bichitos.
- Centro Privado de Educación Infantil Picolos.
- Centro Privado de Educación Infantil Projardin Aluche.
- Centro Privado de Educación Infantil Villanatal.
- Centro Privado de Educación Infantil Primaria y Secundaria Arcángel Rafael.
- Centro Privado de Educación Infantil Primaria y Secundaria Santa Gema de Galgani.
- Centro Privado de Formación Profesional Especifica Ceu II - Instituto Superior de Estudios Profesionales.
- Centro Público de Educación de Personas Adultas Aluche.
- Colegio Público de Educación Especial Fray Pedro Ponce de León.
- CEIP Amadeo Vives (public).
- CEIP Costa Rica (public).
- CEIP Cuba (public).
- CEIP Hernán Cortes (public).
- CEIP La Latina (public).
- CEIP Jovellanos (public).
- CEIP Parque Aluche (public).
- CEIP Alcalde de Móstoles (public)
- Escuela Infantil Pública Amadeo Vives.
- Escuela Infantil Privada Santa Elena.
- IES Blas de Otero.
- IES Iturralde.
- IES Mariano José de Larra.
- IES Parque Aluche.
- IES Maria de Molina.

## Centres de santé
- Hôpital central de la Défense.
- Centre de santé Los Yébenes.
- Centre de santé Maqueda.

## Personnalités liées au quartier
- Javier Albalá, acteur.
- Rafael Benítez, entraîneur de football.
- Críspulo Cabezas, acteur[8].
- Javier Fernández, patineur olympique.
- Marta Fernández, journaliste.
- Daniel Guzmán, acteur[9].
- Huecco, chanteur.
- Ricardo López Felipe, footballeur.
- Marwan, auteur-compositeur-interprète.
- Merche, chanteuse.
- Javier Reyero, journaliste.
- Alejo Sauras, acteur.
- Valentín Tornos, acteur[10].
- Carlos Velasco Carballo, arbitre.
- Irene Villa, journaliste.

## Lieux d'intérêt
- Parc Arias Navarro.
- Salle omnisports d'Aluche.
- Parc de las Cruces.